# ゴッド オブ ブラックフィールド
『ゴッド オブ ブラックフィールド』（韓国語: 갓 오브 블랙필드, 英語: God of Blackfield）は、大韓民国のデジタルコンテンツ制作会社であるトゥーユードリーム（英語: Toyou's Dream）が配信している、ストーリー：雲、画：SIN、原作：武将によるデジタルコミックである。
日本では漫画通信アプリ「ピッコマ」によって2020年4月から独占配信されており、同アプリの2022年に最も読まれた作品ランキングのSMARTOON（スマートフォンに最適化した漫画コンテンツ）部門の3位を記録しているほか、同アプリによって翻訳や舞台設定などのローカライズが行われている。
北米や日本、タイなどで人気を呼び、2023年6月の時点で総閲覧数は6億2000万回、原作のウェブ小説の総閲覧数は2億2000万回に上る。

## あらすじ
2015年夏、フランス傭兵部隊の隊長・西恭弥（原語版ではカン・チャン（韓国語: 강찬, 英語: Kang Chan））は、アフリカでの危険なミッションの最中、敵の奇襲に遭って背後から頭を撃たれてしまう。3年後、昏睡状態から目覚めた恭弥は、病院にいた。恭弥が鏡を見ると、そこには軟弱な高校生の姿をした自分とは異なる別人が映っていた。自分と同姓同名でイジメに遭い学校の屋上なら飛び降りた高校生だと分かった。なぜこの高校生の体に乗り移ったのかわけがわからないまま登校した恭弥を待ち構えていたのは、「軟弱な高校生の姿をした自分」をいじめていた不良たちだった。

## 登場人物
西恭弥（にしきょうや）
フランスの外人傭兵部隊に所属している日本人。「ゴッド・オブ・ブラックフィールド」の通り名兼コードネームで傭兵の間では知られた存在。
アフリカで死亡した後は、自動車ディーラー「西モータース」を経営する両親の元で暮らす日本の同姓同名の高校生として転生。目覚めたのは病室だったが、そこで「西恭弥」が高校でいじめにあっている事、それで飛び降り自殺を図ったことを知り、いじめていた生徒たちを傭兵時代の記憶に基づく戦闘スキルで一蹴し、本人の望みとは関係なく周囲の不良などにも名前が知られていく事になる。西モータースに関するトラブルからスミセンおよびシャフランと再び関わり、そこを発端として様々な国際問題にも関わってしまう事になる。
傭兵としての高い戦闘スキルの他、日本語・英語・フランス語が話せる。なお転生前は28歳だが転生後は18歳と大きく年齢が変わってしまっている。
医者もあり得ないと驚くほどに怪我の回復が早い体質を持つ。
西誠司（にしせいじ）
恭弥の父親で、西モータースの社長。
転生により大きく人が変わった恭弥の事は「何かある」と察しつつも、恭弥自身が話したがらない事は無理に追及せず、恭弥が自分で話せるまで待つという信頼と懐の深さを持つ。
西花恋（にしかれん）
恭弥の母親。優しく自己主張があまり強くない性格だが、そのせいでママ友からは何かとマウントを取られる対象にされている。
夫・誠司に比べて恭弥の事を深くまで察していないようで、恭弥がニュースになったり事件に関わっていたりすることを知るたびに一喜一憂している。
ダエル・アブドゥル・カリム・アザール / 須賀実（すがみのる）
フランスの外人傭兵部隊で恭弥の部下として所属していた傭兵。恭弥と同じ作戦で死亡した。フランス語が話せず、フランス部隊では英語で恭弥を通じて周囲と会話していた。
恭弥と同じように日本人に転生しており、恭弥が通う高校の体育教師の身分になっている。「須賀実」はダエルが転生する前から妻子がいる。転生前のダエルは日本語の知識は無かったと思われるが、現在は日本語を話せる。恭弥が不良と喧嘩をしているのを止めにきた際、そのあまりの戦闘スキルにゴッド・オブ・ブラックフィールドを想起した結果、恭弥と自分が同様に転生している事を知る。
学校など第三者がいる場では先生として恭弥に対して接するが、二人きりまたはスミセンなど転生のことを知る人物しかいない場では恭弥の事を傭兵時代と同じように「リーダー」と呼ぶ。
スミセン
フランスの外人傭兵部隊で恭弥の部下として所属していた傭兵。傭兵時代から金にも女にもだらしない性格をしており、戦地の民間人女性をレイプしようとして恭弥に制裁されていたこともある。
恭弥が死亡した作戦で大けがをするも生き残る。その後はシャフランに拾われてシャフランの指示で動く立場になっており、西モータースとゴント社の取引において恭弥と再会する。
当初は恭弥に対立するものとして恭弥に打ちのめされたが、それを機にシャフランを裏切って恭弥につく。シャフランが始末された後は恭弥の都合でゴント社の日本支社長に就任する。
恭弥との戦いでの怪我により五体満足ではなくなったため戦闘には参加しないが、立場および女たらしの性格を活かして情報収集などで恭弥にしばしば利用されている。恭弥と再会した時点では日本語を話せなかったが、日本支社長をさせる都合で恭弥からミシェルの知り合いの日本語教師(女性)を付けられ、話が進むにつれ徐々に日本語を習得している。
シャフラン
フランスの外人傭兵部隊で恭弥の上官として部隊の指揮をしていた傭兵。部隊を裏切り敵を手引きした張本人であり、恭弥が死亡してからはフランスの自動車メーカー「ゴント社」の役員に就任している。
西モータースとゴント社の取引を利用して麻薬取引をしようとしており、恭弥に始末された後はフランス当局にギリギリ生かされたまま捕えられている。
白井美紅（しらいみく）
恭弥の高校のクラスメイト。席も隣。
恭弥が転生前でいじめられていた頃から優しかったが、恭弥が転生して大きく人が変わってからは特に異性として意識しているような様子も見せる。恭弥も当初は「これは自分の人生ではない」として他人と深く関わろうとしなかったが、両親や白井を大切に思うようになる。
鬼塚竜（おにづかりゅう）
恭弥の高校のクラスメイト。恭弥をいじめていた一人。
ある日恭弥が転生してから急に返り討ちにされるようになり、今までのようにいじめられなくなった事から強い敵意を抱くようになり、OBや半グレなどの外部勢力を使って恭弥に復讐をしようとするが、それもうまくいかなかった。
恭弥に手を出せなくなった後は繋がりを持っていた半グレグループなどに脅される立場になっており、それらを恭弥が潰して助けられる形になってからは改心した模様。
姫野リナ（ひめのりな）
恭弥の高校のクラスメイト。恭弥をいじめていた一人。
鬼塚と同じく生意気な恭弥を繋がっていた半グレグループに頼って潰そうとするも失敗。脅される立場になっていた所を恥を忍んで恭弥に頼り助けてもらってからは改心し、恭弥の言いつけにより「いじめを絶対に許さない」として学校内のいじめの排除を目指している。
それらの後から恭弥に好意を持っているような様子を一部で見せており、恭弥が設立した運動部に(恭弥に相手にされなくても)しつこく入部を打診してきたり、いざ入部してもすぐに音を上げるだろうと思われていた運動も弱音を吐かずついていくなど、意志の強さはある。
氷室仁（ひむろじん）
仁道病院の院長。保険適用外で暴力団関係者の治療も請け負っており、その関係から神代が山本組との戦いで重傷を負った恭弥の治療を担当した。その後も、度々日常生活では見られない怪我をしてくるたびに世話をしている。
ヤクザになった弟がいたが、いつも兄と比べられていた劣等感からか、大けがをして氷室のいる病院に運ばれてきた時に兄がいる事を知って治療を拒否してそのまま氷室が見ている前で死亡するという過去を持つ。その経験から、恭弥が運ばれてくるたびに治療はするが、死に繋がるような大けがをしてくると厳しく叱責する。
神代光輝（かみしろこうき）
恭弥が暮らす渋谷区を縄張りにする暴力団の組長。同地区に居を構える「山本組」と争っていた。
恭弥が喧嘩した不良のバックにいた山本組のアジトまで乗り込んだ事を聞きつけ、現場に駆け付ける。「高校生が単身で山本組のアジトに乗り込んで壊滅させた」と言う情報が本当であったことを知ると、抗争相手の山本組が壊滅して自分に利益があったこと、これだけの度胸と腕を持つ恭弥を認めた事から現場の後片付けから恭弥の入院など様々な便宜を図る。恭弥は暴力団との関わりを持ちたがらなかったが、様々なことで訪れるネクサスホテルが神代の組の管轄だったことからもなんだかんだで腐れ縁になっていく。
五十嵐（いがらし）
神代の部下。ネクサスホテルの専務も務める。
立場からか直接登場する事は少ないが、神代の友人になった恭弥に対してネクサスホテルに訪れた際は何かと便宜を図る。
松田（まつだ）
五十嵐の部下。ネクサスホテルの従業員でもある。神代の友人になった恭弥の事を「兄貴」と呼ぶが恭弥にはその都度嫌がられる。
恭弥がネクサスホテルを訪れた際の対応で出てくる事が多い。神代の部下の部下ではあるが全体で見るとそれなりの立場のようで、暴力団としては竜崎などを一喝して黙らせるくらいの発言力を持ち、ネクサスホテルでも新人に指導する立場。
ミシェル
恭弥の母が友人とランチを一緒した際、同じレストランにたまたま居合わせた日仏のハーフ女性。雑誌の編集者をしている。友人にセシル、シンディー、アリスがいる。すれ違う人が振り返るほどの美人。
フランス語を教育していると厭味ったらしく自慢してくるママ友を黙らせるため、ネイティブのフランス語で話しかけて貰うように恭弥に依頼され、ミシェルも非常に綺麗な恭弥のフランス語(とイケメンな顔)に興味を持ち快く協力。それを切っ掛けに「協力した礼」として半ば無理やり恭弥と連絡先を交換し、その後度々アプローチをかけてくる。
恭弥が芸能プロダクションを買収した後は経営の実務を引き受けている。日本語も流暢に話せるが、恭弥が両親にミシェルとの関係を聞かれた時に「日本語が不自由なので通訳していた」と答えたことから、恭弥の両親の前ではわざとカタコトの日本語で喋るようにしている。
セシル
ミシェルの友人。レストランの一件に居合わせた中の一人。ミシェルと同じく日仏ハーフ。
証券会社に勤めており、その関係で恭弥がスミセンから譲られたゴント社の株の管理を依頼されている。
ミシェルと同じくすれ違う人が振り返るほどの美人で、スミセンをおびき出す囮にされたことも。
アリス
ミシェルの友人。レストランの一件では居合わせていなかったが、後に恭弥からスミセンの日本語教師としていい人物はいないかと尋ねられたミシェルが紹介する。
スミセンの教師として付いた後はプライベートでもスミセンと関係を持った模様。
竜崎（りゅうざき）
芸能事務所「DIファミリー」の代表取締役。下の名前は不明。神代の元手下で、今でもチンピラのような言動が抜けない。
経営が立ち行かなくなったためDIファミリーの売却先を探しており、買収を申し込んできた恭弥と商談を持つが、商談の場であるネクサスホテルのオーナー神代と繋がりがあるという自信から恭弥を舐め切っており、高圧的な態度で要求を続ける。恭弥が呆れて商談を破棄して帰ろうとするのを暴力に訴えて監禁しようとするが返り討ちになり、神代の関係者として松田を呼ぶも、神代と対等であった恭弥に対して通じる訳もなく、逆に松田に詫びを入れさせられる。
最終的な処遇はミシェルに一任されたが、その後は登場しないためどうなったかは不明。
秋山（あきやま）
芸能事務所「DIファミリー」の副社長。下の名前は不明。竜崎と同じく元チンピラ。
恭弥が呆れて帰ろうとするときに出入り口をに立ちふさがり手を出すが一発で返り討ちになる。その後松田に電話するがいざ松田が到着すると一喝された。
如月薫（きさらぎかおる）
芸能事務所「DIファミリー」所属の女優。かなりの大御所で、恭弥が買収する前のDIファミリーは事実上彼女一人で持っていたようなもの。しかしその立場は純粋な実力によるものとも言い難く、いわゆる枕営業によって得たものも多かった模様。
年下や後輩を過剰に見下す性格で、DIファミリー内でも新人は殆ど彼女に嫌がらせを受けていた。
恭弥が買収したDIファミリーを契約解除されてからは、枕営業の相手の一人だったアリオン代表取締役・大柴の元に転がり込む。
椎名愛子（しいなあいこ）
芸能事務所「DIファミリー」所属の女優。新人で、薫から事あるごとに嫌がらせを受けており、そのせいで長らく芽が出なかった。
恭弥の計らいにより薫への苦手意識を払しょくしてからはどんどん伸び、DIファミリーが製作する映画の主演女優に抜擢される。
デイビット大柴 / 大柴亨（おおしばりょう）
芸能事務所「アリオン」の代表取締役。自身はスジ者だった過去は無いようだがそういう組織との関わりはあり、また警察関係者の買収もしている。
「やたら横文字言葉を多用するステレオタイプな意識高い系経営者」のような喋り方を多用する。デイビットはただの自称・通称で、本名は大柴亨。
恭弥に事務所を解雇された薫に泣きつかれ、恭弥への復讐に手を貸すが、かき集めたチンピラを全てを恭弥に叩きのめされた挙句、自身も泣きを入れるまで暴行を受ける。恭弥が帰った後は前言を翻して警察に通報するが、それも黒川の介入により失敗に終わる。その後はどうなったか不明。
剛田（ごうだ）
麻布西警察署の刑事課に所属する班長の立場の刑事。アリオンの大柴と癒着しており、大柴からの依頼で恭弥を不当に逮捕したが、黒川の介入を受けて署長にそれらの不正が全てバレる。その後は不明。
ラノック
駐日フランス大使で、大陸横断鉄道プロジェクト「ユニコーン」の責任者。
麻薬取引を試みていたシャフランおよびそれと繋がるマフィアを潰したことで恭弥の存在を知り、ユニコーンのための助けになるとして接触してくる。
各国で「本当に信頼できる人物」を「友」と呼んでおり、ゴルフ警護などのプライベートでの関わりもあってからは恭弥の事も「友」と呼ぶ。
沢村義雄（さわむらよしお）
内閣総理大臣。ユニコーンプロジェクトを日本まで繋げる事を望んでおり、そのために「責任者であるラノック大使に強く信頼されているパイプ役」を探している。
黒川尚人（くろかわなおと）
日本の内閣情報調査室所属の諜報員。恭弥が汚職警官からの不当な逮捕で拘留されていた所に現れて助ける。
日本政府の中でもユニコーンを推進する現総理の派閥であり、ユニコーンプロジェクトを日本で成就させるための助けになる人材として恭弥に接触する。
あくまでいち諜報員ではあるが、恭弥個人への便宜のために様々な超法規的措置を即座に通せる権限を持つ。
京極堅志郎（きょうごくけんしろう）
総理の警備も務めた事がある警備会社「UBコップ」の社長。黒川とは自衛隊時代の同期。恭弥が家族などの警護をUBコップに依頼した事から知り合う。
51歳という年齢から恭弥やダエルほどではないが、かなり高い戦闘スキルを持つ。自衛隊時代に殺し屋「首切り屋」に部下を殺害された過去を持つ。